# Francisco de Paula Leite Pinto
Francisco de Paula Leite Pinto (Lisboa, 16 de octubre de 1902-29 de mayo de 2000) fue un profesor universitario, distinguido ingeniero, escritor y político portugués durante el período del Estado Novo.
En su actividad política se destacan los cargos de Ministro de Educación Nacional (1955-1961) y diputado a la Asamblea Nacional (1938-1942). Continuó enseñando fuera de Portugal después del 25 de abril, en Francia y Brasil.

## Familia
Hermano mayor de Luís Filipe Leite Pinto.

## Formación académica
Obtuvo con altas calificaciones los siguientes títulos universitarios: Licenciatura en Matemáticas y curso de Ingeniería Geográfica en la Facultad de Ciencias de la Universidad de Lisboa, curso en la Escola Normal Superior de Lisboa, continuó sus estudios en París y también obtuvo un título superior Licenciado en Astronomía por la Facultad de Ciencias de la Universidad de París, "Ingénieur des Ponts et Chaussées" por la Escuela de París o École Nationale des Ponts et Chaussées, donde se licenció en Ingeniería Civil, y Doctor en Astrofísica por la Facultad de Ciencias de la Universidad de París.

## Actividad académica
Comenzando su carrera docente como maestro de escuela secundaria, Leite Pinto se embarcó en una carrera académica universitaria, donde fue profesor titular en el Instituto Superior de Ciências Económicas e Financeiras (1940-1973) en la Universidad Técnica de Lisboa, institución donde ocupó el cargo de rector (1963-1966), y en la Escuela del Ejército.
Fue lector de portugués en la Sorbona (1931-1933), habiendo enseñado también en la Escuela del Ejército y en el Instituto Superior Técnico.
Miembro de varias sociedades científicas nacionales y extranjeras, fue uno de los fundadores de la Sociedad Portuguesa de Matemáticas.

## Actividad en la administración pública y la política
Secretario del Instituto de Alta Cultura (1936-1939), Leite Pinto es diputado a la Asamblea Nacional en la II legislatura (1938-1942) y apoderado de la Cámara Corporativa en las VI, VIII, IX y X legislaturas.
Secretario General del Consejo de Educación Nacional entre 1934 y 1939, fue también dirigente de la Mocidade Portuguesa entre 1937 y 1945.
Entre el 7 de julio de 1955 y el 4 de mayo de 1961 fue Ministro de Educación Nacional, sucediendo a Fernando Andrade Pires de Lima.
Entre 1943 y 1948 fue Director Gerente de la Companhia de Caminhos de Ferro da Beira Alta, donde llevó a cabo una acción extremadamente valiosa, activamente humanitaria y con repercusiones políticas - de negociaciones, recepción y recepción de miles de fugitivos de la Segunda Guerra Mundial en colaboración con el Profesor Moisés Bensabat Amzalak, Rector, Líder de la Comunidad Israelí de Lisboa y Rector de la Universidad Técnica de Lisboa. La línea férrea Beira-Alta era, según Leite Pinto, la “Estrada do Céu” de miles de personas que, desoladas, habían atravesado una España desolada. En 1950 fue Director de la Companhia dos Caminhos de Ferro Portugueses, fue miembro del Consejo Superior de Transporte Terrestre y miembro de la Junta das Missões Coloniais.
Presidente de la Comisión de Estudios de Energía Nuclear, creada en el Instituto de Alta Cultura (1949), de la que fue Director, presidió la Junta de Energía Nuclear (1961-1967).
Fue miembro del Consejo de la Orden de Instrucción Pública y Canciller de las Órdenes Honoríficas del Mérito Civil (1961-1974).
Entre 1967 y 1971 presidió el Consejo Nacional de Investigaciones Científicas y Tecnológicas, al que ayudó a fundar y organizar.
Entre 1967 y 1969 fue Administrador de la Fundación Calouste Gulbenkian y Presidente del Instituto de Ciencias Gulbenkian.
Fue autor de numerosas publicaciones de carácter científico y didáctico.

## Obras publicadas
- Leite Pinto, Francisco de Paula (1933). L'Astronomie nautique au Portugal, à l'époque des grandes découvertes (en francés). impr. de H. Tessier.
- As Comunicações na Política de Fomento (1952).
- A Educação no Espaço Português» - Revista da Universidade Técnica de Lisboa, Ano 7 n.13 : p. 51-75 (Julho 1963).
- Da Instrução Pública à Educação Nacional» Lisboa : Edições Panorama, (1966).

## Decoraciones
- Comendador da Ordem da Instrução Pública de Portugal (2 de Março de 1939)[7][2]
- Grande-Oficial da Ordem Militar de Nosso Senhor Jesus Cristo de Portugal (30 de Outubro de 1946)
- Grã-Cruz da Ordem Militar de Nosso Senhor Jesus Cristo de Portugal (31 de Dezembro de 1958)
- Grã-Cruz da Ordem da Instrução Pública de Portugal (5 de Julho de 1960)
- Grã-Cruz da Ordem do Infante D. Henrique de Portugal (3 de Janeiro de 1961)
- Grã-Cruz da Antiga, Nobilíssima e Esclarecida Ordem Militar de Sant'Iago da Espada, do Mérito Científico, Literário e Artístico de Portugal (16 de Março de 1967)
- Ilustríssimo Senhor Comendador de Número da Real Ordem de Isabel a Católica de Espanha (? de ? de 19??)
- [[Archivo:{{{bandera alias-1861-state}}}|20x20px|border|Bandera de Italia]] Comendador de la Orden de la Corona de Italia (? de ? de 19??)
- Oficial da Ordem Nacional da Legião de Honra de França (? de ? de 19??)

## Doctorados honorarios
- Doctor honoris causa por la Universidad del Estado de Guanabara
- Doctor honoris causa por la Universidad de São Paulo
- Doctor honoris causa por la Universidad Federal de Río de Janeiro